# William Stanley (6e comte de Derby)
Pour les articles homonymes, voir William Stanley.
William Stanley (baptisé le 20 juillet 1561 – 29 septembre 1642), comte de Derby, est un aristocrate anglais.

## Biographie
Il est le deuxième fils de Henry Stanley (1531-1593), 4e comte de Derby, et de Margaret Clifford (1540-1596). Il succède à son frère aîné Ferdinando Stanley, mort en 1594.

## Mariage et descendance
Il épouse Elizabeth de Vere, fille du comte d'Oxford Edward de Vere et d'Anne Cecil, le 26 janvier 1595. Ils ont cinq enfants :
- James (1607-1651), succède à son père ;
- Robert († 1632) ;
- Anne († 1657) ;
- Elizabeth, morte jeune ;
- Elizabeth, morte jeune.